# Karin Hansdotter
Karin Hansdotter, pokřtěna Katarina Hansdotter, finsky Kaarina Hannuntytär (1539 – 1596 Närke) byla milenkou vévody a pozdějšího švédského krále Jana III. Švédského. Karin Hansdotter a Jan měli čtyři děti. Než se Jan oženil se sestrou polského krále Kateřinou Jagellonskou, zprostředkoval Karině manželství se svým oblíbencem Klasem Vestgötem. Karin se se svým manželem v roce 1562 přestěhovala do finské Pirkkaly, o rok později byl však Vestgöte na rozkaz krále Erika XIV popraven s asi třiceti dalšími Janovými přáteli. 
Poté, co se Jan stal králem, získala Karin  další panství a žila na statku Växiö (finsky Vääksyn kartano).
Později se znovu provdala za soudce Larse Henrikssona Hordeelema.